# Liselotte Spreng
Liselotte Spreng (Biel/Bienne, 15 februari 1912 - Villars-sur-Glâne, 25 november 1992) was een Zwitserse politica uit het kanton Fribourg voor de Vrijzinnig-Democratische Partij. Zij was het eerste vrouwelijke lid van de Nationale Raad uit het kanton Fribourg.

## Biografie

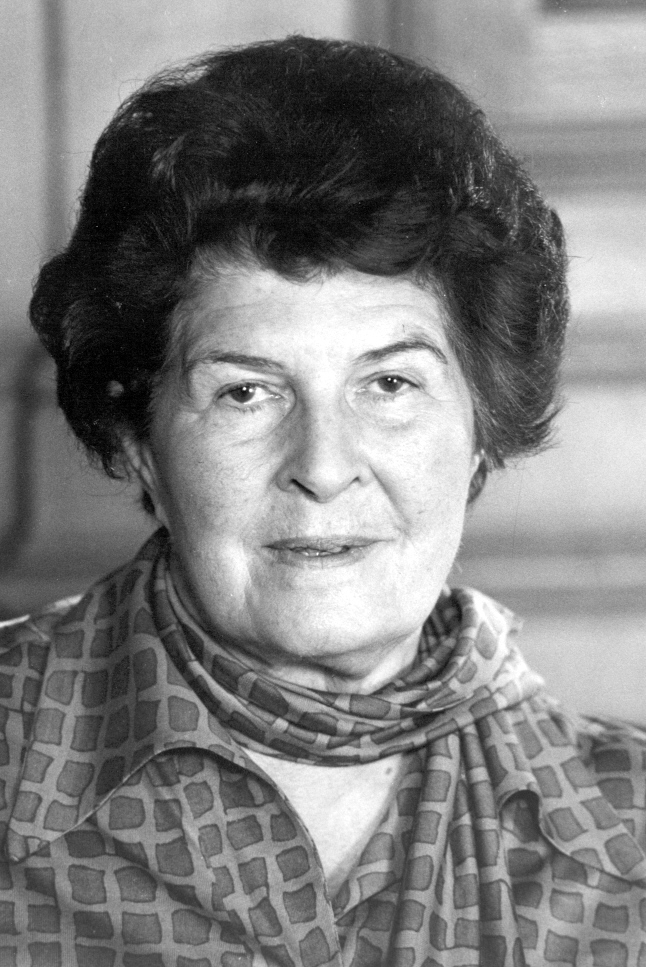
Liselotte Spreng in 1986.

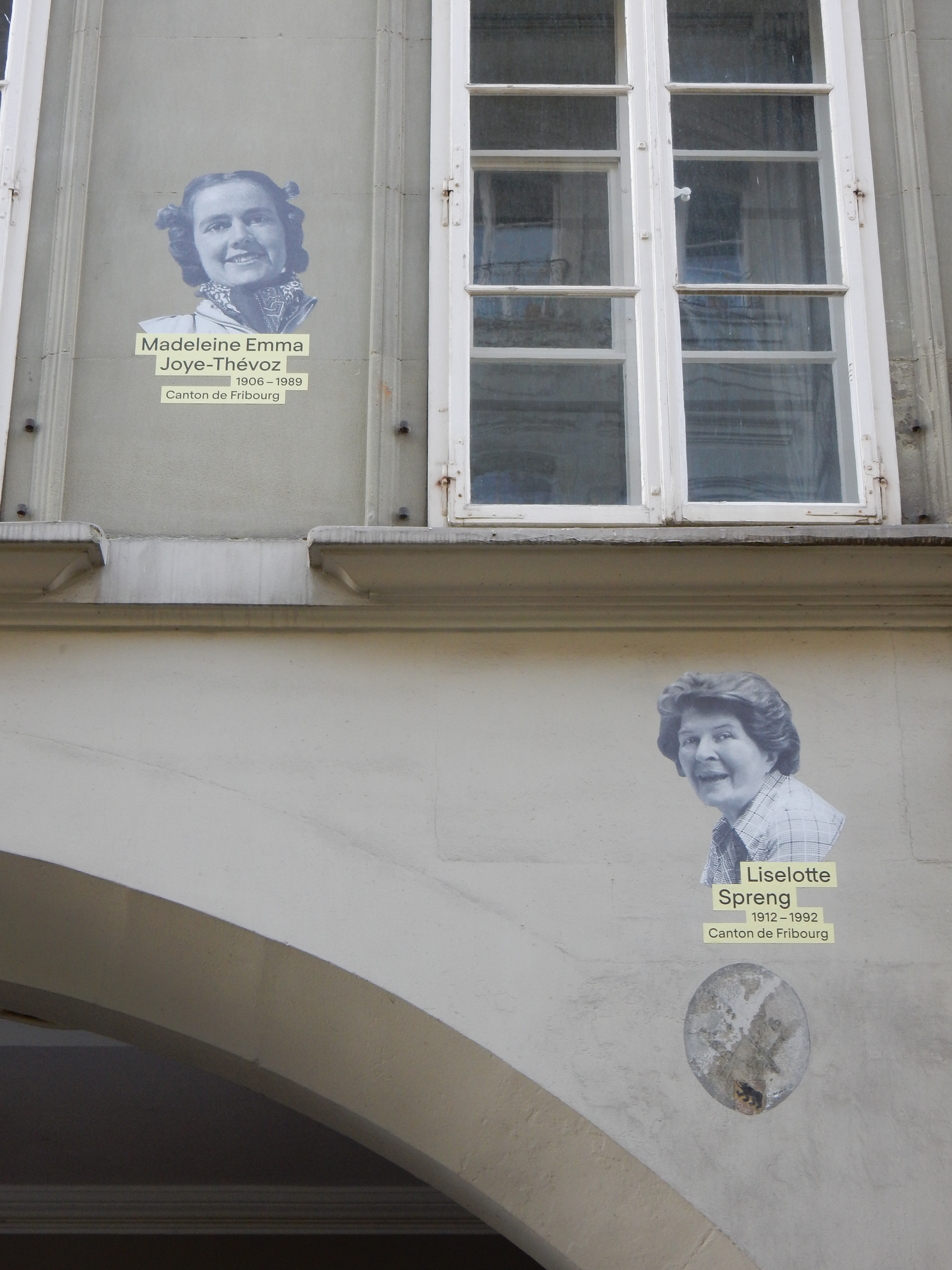
Muurtekening van Liselotte Spreng in Bern in het kader van de campagne Hommage 2021.

Liselotte Spreng werd in 1912 geboren als de dochter van een arts. In 1939 huwde ze met Alfred Spreng, een gynaecoloog en lid van de Grote Raad van Fribourg, het kantonnaal parlement.
Zij studeerde geneeskunde in Bern en Lausanne en behaalde ook een doctoraat. Vanaf 1940 ging ze aan de slag op het artsenkabinet van haar echtgenoot. Ze was lid en vanaf 1967 voorzitster van de Association fribourgeoise pour le suffrage féminin, ofwel de Fribourgse vereniging voor het vrouwenstemrecht. In deze functie was zij een pionier voor het feminisme in het kanton Fribourg.
Na de invoering van het vrouwenstemrecht in Zwitserland op federaal niveau in 1971 werd zij verkozen in de Grote Raad van Fribourg, waar zij zou zetelen tot 1976, en werd zij bij de Zwitserse parlementsverkiezingen van dat jaar ook verkozen in de Nationale Raad voor de Vrijzinnig-Democratische Partij (FDP/PRD). Daarmee werd zij het eerste Fribourgse parlementslid in Bern. Zij was lid van de commissie defensie. In het parlement legde ze zich vooral toe op het familierecht, humanitaire hulp en medische ethiek. Ze zetelde gedurende twaalf jaar, van 29 november 1971 tot 27 november 1983.